# Hoher Repräsentant für Bosnien und Herzegowina

Logo

Der Hohe Repräsentant für Bosnien und Herzegowina überwacht seit 1995 durch die Resolution 1031 des UN-Sicherheitsrates gemeinsam mit dem ihm unterstellten Büro des Hohen Repräsentanten (englisch Office of the High Representative, OHR, deutsch auch Amt des Hohen Repräsentanten) die Umsetzung der zivilen Aspekte des Dayton-Abkommens. Derzeitiger Amtsinhaber ist der deutsche CSU-Politiker Christian Schmidt.

## Amt
Der Hohe Repräsentant repräsentiert die internationale Gemeinschaft in Form der Vereinten Nationen in Bosnien und Herzegowina. Das Amt des Hohen Repräsentanten verantwortet sich alle sechs Monate vor Vertretern der Außenministerien von mehr als 50 Staaten, dem sogenannten Friedensimplementierungsrat, der den Hohen Repräsentanten auch formal ernennt. Er besitzt weitgehende Vollmachten, so kann er demokratisch gewählte Amtsträger entlassen, Gesetze erlassen und neue Behörden schaffen. Diese Vollmachten werden häufig Bonner Befugnisse (englisch: Bonn Powers) genannt, da sie während einer Tagung des Friedensimplementierungsrats im Dezember 1997 in Bonn beschlossen wurden.
Von 2002 bis 2011 war der Hohe Repräsentant auch EU-Sonderbeauftragter für Bosnien und Herzegowina. Die Macht des Amtes des Hohen Repräsentanten, sämtliche demokratischen Einrichtungen zu überstimmen, wurde auch nach allgemein als „frei und fair“ beurteilten Wahlen nicht beschränkt.

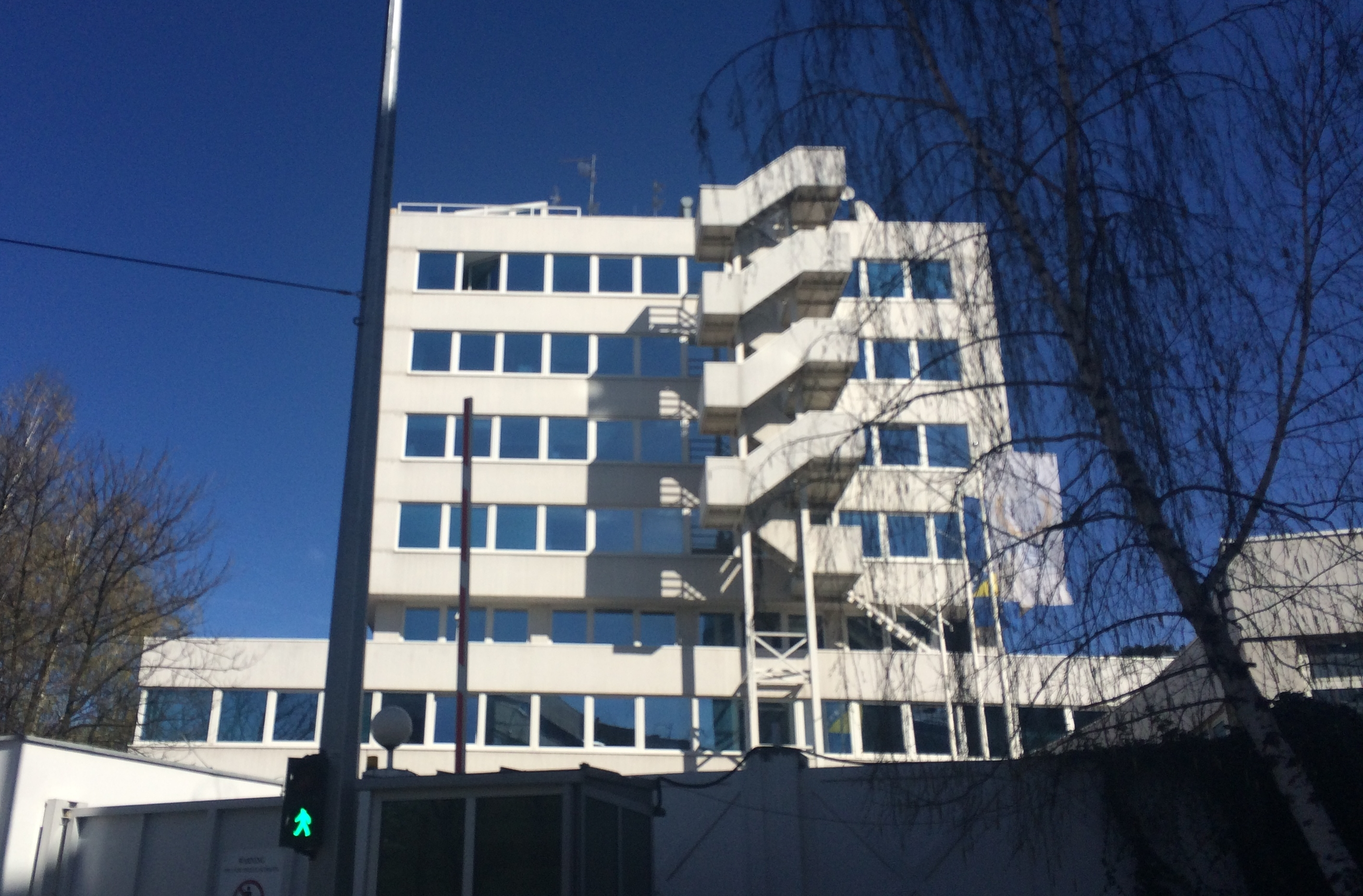
Hauptsitz des Hohen Repräsentanten in Grbavica, Sarajevo

Der Hauptsitz des Hohen Repräsentanten befindet sich in Sarajevo. Weitere Büros sind in Banja Luka und Bratunac. Zurzeit (2021) sind 13 ausländische Diplomaten und 76 Mitarbeiter aus Bosnien und Herzegowina tätig. Das Budget für 2020/21 beträgt 5,3 Millionen Euro. Davon tragen die EU 54 %, die USA 22 %, Japan 10 %, Kanada 3 % und Russland 1 %.

## Hohe Repräsentanten
Alle bisherigen Hohen Repräsentanten stammen aus seinerzeitigen Mitgliedsstaaten der Europäischen Union.
| Nr. | Amtsinhaber                 | Heimatstaat            | Beginn der Amtszeit | Ende der Amtszeit | Dauer Amtszeit |
| --- | --------------------------- | ---------------------- | ------------------- | ----------------- | -------------- |
| 1   | Carl Bildt                  | Schweden               | 14. Dezember 1995   | 17. Juni 1997     | 551 Tage       |
| 2   | Carlos Westendorp Cabeza    | Spanien                | 18. Juni 1997       | 17. August 1999   | 790 Tage       |
| 3   | Wolfgang Petritsch          | Österreich             | 18. August 1999     | 26. Mai 2002      | 1012 Tage      |
| 4   | Paddy Ashdown               | Vereinigtes Königreich | 27. Mai 2002        | 31. Januar 2006   | 1345 Tage      |
| 5   | Christian Schwarz-Schilling | Deutschland            | 1. Februar 2006     | 30. Juni 2007     | 514 Tage       |
| 6   | Miroslav Lajčák             | Slowakei               | 1. Juli 2007        | 28. Februar 2009  | 608 Tage       |
| 7   | Valentin Inzko              | Österreich             | 1. März 2009        | 31. Juli 2021     | 4535 Tage      |
| 8   | Christian Schmidt           | Deutschland            | 1. August 2021      | amtierend         | ≥ 1425 Tage    |

## Kritik
Der Hohe Repräsentant (HR) wird sowohl in Bosnien und Herzegowina als auch im Ausland kritisiert. Die Kritik richtet sich einerseits gegen die Machtfülle der Institution und das Fehlen einer demokratischen Kontrolle, andererseits gegen ihre angebliche Inaktivität.
Die russische Regierung hat sich wiederholt für die Schließung des Büros des Hohen Repräsentanten ausgesprochen.
Russland stimmte 2021 als einziges Land gegen die Ernennung des neuen Hohen Repräsentanten, Christian Schmidt. Dieser wurde trotzdem gewählt. Der russische Außenminister versuchte dann im UN-Sicherheitsrat gemeinsam mit der VR China, das Amt aufzulösen. Nachdem auch dies erfolglos geblieben war, verhinderte die russische Regierung, dass Schmidt im UN-Sicherheitsrat seinen kritischen Bericht vortragen konnte. Der Bericht macht den Führer der bosnischen Serben, Milorad Dodik, für die Zuspitzung der Spannungen in Bosnien verantwortlich. Seit dem Friedensabkommen von Dayton 1995 war es üblich, dass der Hohe Repräsentant alle sechs Monate einen Bericht vorlegt.